# 特殊學校
特殊學校是指專為有特殊教育需要的學童而設立的學校。

## 各地概況

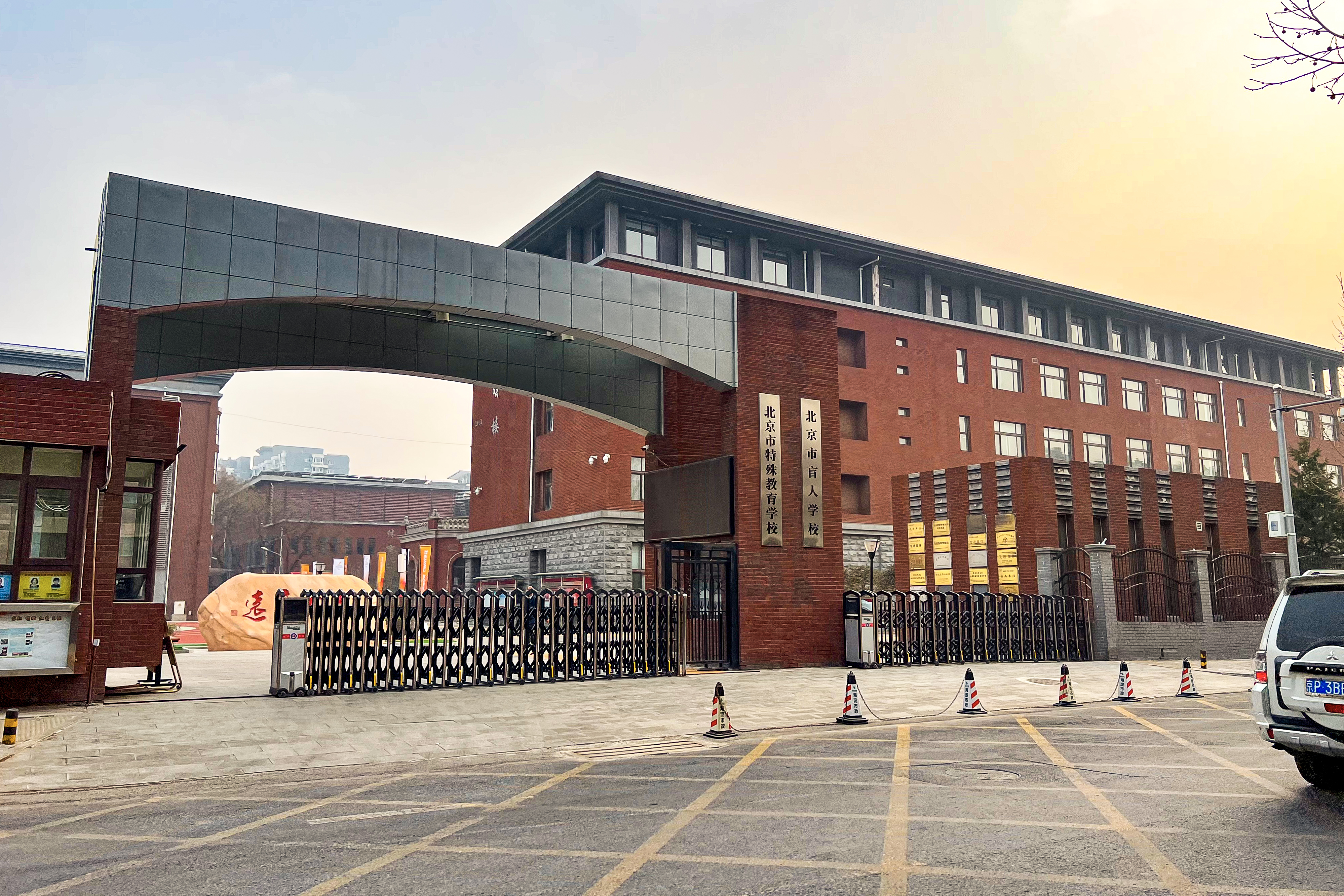
北京市盲人学校（同时挂有北京市特殊教育学校的牌匾）

在英國，由於早年有研究指學生在專為有特殊教育需要而設立的學校中學習，會比讓他們留在正規學校學習取得更大的成果，英國開始在全國各地設立特殊學校。作為當時英國的殖民地，香港亦跟隨英國，為有特殊教育需要的學生設立特殊學校。
不過，由於特殊教育被指為是一種歧視及分隔的措施，英國教育界建議以融合教育為主導，不少特殊學校都要被逼轉型。從2000年代開始，在香港的特殊學校亦跟隨這種趨勢，除了專門為中度到嚴重弱智學童設立的智障學校、群育學校及醫院學校以外，其他類型的特殊學校（例如：真鐸學校）都需要轉型為普通學校，接收一般學生。

### 中國大陸

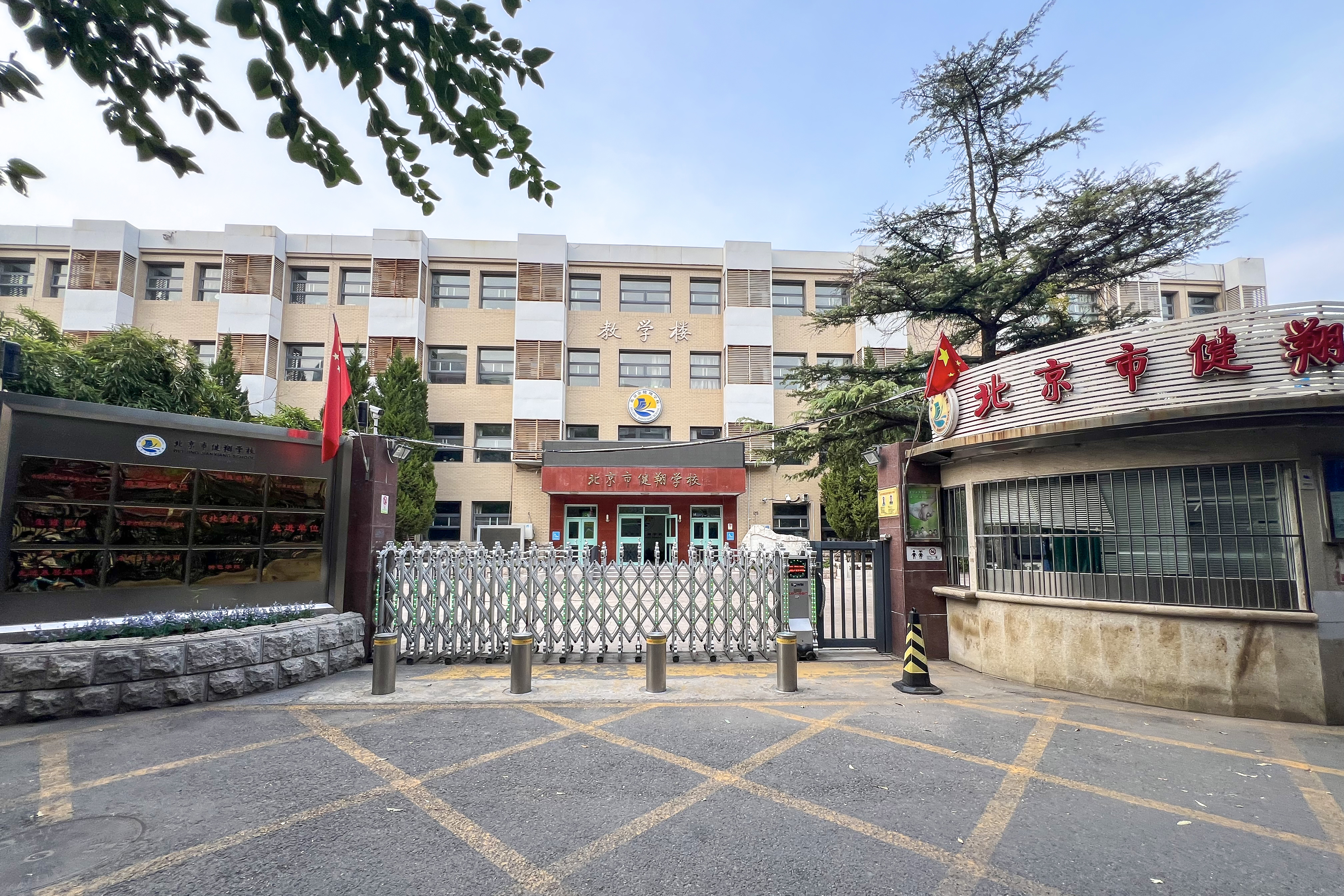
北京市健翔学校由原海淀区培智中心学校和原北京市第三聋人学校合并而成

2007年3月30日，在聯合國總部，中國常駐聯合國代表王光亞代表中國簽署《殘疾人權利公約》。這是聯合國歷史上通過的第一份全面保護殘疾人權利的公約。該公約的核心目標是確保殘疾人享有與健全人相同的權利，能以正式公民的身份生活，並在獲得同等機會的情況下，為社會作出貢獻。
公約涵蓋了殘疾人應享有的各項權利，如享有平等、不受歧視和在法律面前獲得平等的權利，享有健康、就業、受教育和無障礙環境的權利，以及享有參與政治和文化生活的權利等。此外，公約還提出了促進殘疾人事業國際合作的相關措施。
到2024年1月，為進一步落實《殘疾人權利公約》，中國殘聯辦公廳及教育部辦公廳聯合發出通知，要求充分發揮特殊教育學校的基礎作用，加快在這些學校推廣使用國家通用手語和國家通用盲文。通知明確要求到2025年，中國招收聽障和視障學生的特殊教育學校將普遍使用國家通用手語和國家通用盲文，師生將達到相應水平，並逐步在教育教學活動中規範使用。
此外，通知還要求特殊學校進一步強化國家通用手語和國家通用盲文的使用意識，堅持推廣與教育教學工作相互促進，制定切實措施，要求學校領導、班主任學習，特殊教育教師在教育教學活動中"備手語、備盲文"，並定期組織考核。

### 香港
香港法例第279章《教育條例》定義「特殊學校」為透過特殊教育課程提供教育予學生，並已獲教育局常任秘書長為此目的而批准的學校。教育局會根據專業人士評估及家長的意願，安排有需要的學童入讀適合的特殊學校。對於學習有障礙的學童，並不一定要入讀特殊學校，由於政府推行融合教育，如果經評估後學童仍適合入讀普通學校，家長可安排學童入讀一般學校，政府於2017年已決定於2019年在全香港所有中小學設立特殊教育統籌主任，協調普通學校進行特殊教育的工作。
聯合國《殘疾人權利公約》自2008年8月31日起對中華人民共和國生效，並適用於香港特別行政區。這意味著香港必須跟隨中國遵守《殘疾人權利公約》的相關條文。聾人機構「龍耳」創辦人邵日贊指出，根據《公約》第21條，締約方應採取措施，包括承認和推廣手語的使用，確保殘疾人能夠有獲得信息的機會。然而，截至目前，教育局尚未宣布是否會跟隨中國在特殊學校推廣使用香港手語及盲文。也未知會否效仿中國的要求，即到2025年特殊教育學校的師生須達到使用手語和盲文的相應水平，並逐步在教育教學活動中規範使用。
目前香港在落實《殘疾人權利公約》方面的具體舉措仍不太清楚。教育局是否會跟進中國最新的相關部署，仍有待觀察。香港作為《公約》的適用地區，有義務確保殘疾人在教育等領域享有應有的權利和平等機會。因此，教育局的後續動作值得關注。
香港的特殊學校一般按特殊需要分為以下八種學校：
- 視障兒童學校
- 聽障兒童學校
- 肢體傷殘兒童學校
- 輕度智障兒童學校 (智商介乎於55至69分，最高到小學5－6年級的心智年齡）
- 中度智障兒童學校 (智商介乎於25至54分，最高到小學中低年級的心智年齡）
- 嚴重智障兒童學校 (智商水平為24分或以下，心智年齡完全是嬰兒階段）
- 群育學校（為有適應困難兒童而設，一般都是有紀律問題）
- 醫院學校

### 台灣
在台灣，特殊學校在依《特殊教育法》之規定所設立，可分為綜合性的特殊教育學校，或專門性的啟聰學校、啟明學校等。普通學校亦可設立特殊教育班級以彌補特殊教育學校之不足。

### 日本
在日本，提供特殊教育的學校稱為「特別支援學校」（2007年之前稱為「養護學校」），依提供教育及照護的不同功能，可分為智能及情緒障礙、肢體障礙、特殊疾病三種。

## 參看
- 特殊教育
- 融合教育
- 細聽我心聲
- 少年矯正學校

## 外部連結
- 香港教育局 - 特殊教育 （页面存档备份，存于）
- 教育部特殊教育通報網 （页面存档备份，存于）
- 全國特殊教育資訊網 （页面存档备份，存于）
- 教育部國教署優質特教發展網絡系統暨教學支援平台